# Melody A.M.
Melody A.M. — дебютный студийный альбом норвежского дуэта Röyksopp, выпущенный 3 сентября 2001 года лэйблом Wall of Sound. Музыка из альбома была использована в телевизионных рекламах и компьютерных играх; «Remind Me» была официально показана в рекламе для страховой компании GEICO, в одной из своих популярных реклам от Caveman, в то время как «Eple» получил лицензирование от компании Apple, и используется в качестве стартового звука на Mac OS X v10.3 мастера настроек. Ремикс «Poor Leno» от Silicone Soul появился в саундтреке видеоигры 2003 года SSX 3.
21 ноября 2007 года альбом был включен в список английской ежедневной газеты The Guardian — 1000 albums to hear before you die. Он также попал в похожий список «1001 Albums You Must Hear Before You Die» из серии книг «Quintessence editions». 24 ноября 2009 года Melody A.M. был признан лучшим норвежским альбомом десятилетия, по мнению крупнейшей газеты Норвегии Verdens Gang.

## Список композиций
| №   | Название               | Автор(ы)                          | Длительность |
| --- | ---------------------- | --------------------------------- | ------------ |
| 1.  | «So Easy»              | Röyksopp Burt Bacharach Hal David | 3:44         |
| 2.  | «Eple»                 | Röyksopp                          | 3:36         |
| 3.  | «Sparks»               | Röyksopp Anneli Drecker           | 5:23         |
| 4.  | «In Space»             | Röyksopp                          | 3:30         |
| 5.  | «Poor Leno»            | Röyksopp Erlend Øye               | 3:57         |
| 6.  | «A Higher Place»       | Röyksopp                          | 4:31         |
| 7.  | «Röyksopp's Night Out» | Röyksopp                          | 7:30         |
| 8.  | «Remind Me»            | Röyksopp Øye                      | 3:39         |
| 9.  | «She's So»             | Röyksopp Peter Thomas             | 5:23         |
| 10. | «40 Years Back\Come»   | Röyksopp Michael Manring          | 4:45         |